# Gymnodia flexa
Gymnodia flexa är en tvåvingeart som först beskrevs av Christian Rudolph Wilhelm Wiedemann 1830.  Gymnodia flexa ingår i släktet Gymnodia och familjen husflugor. Inga underarter finns listade i Catalogue of Life.